# Kamil Chatrnúch
Kamil Chatrnúch (26. října 1953 Dolná Streda – 26. října 2002 Močenok) byl slovenský fotbalista, obránce a fotbalový trenér.

## Fotbalová kariéra
V československé lize hrál za Jednotu Trenčín (1977-1978) a Plastiku Nitra (1981-1989). Nastoupil ve 175 ligových utkáních a dal 10 gólů. V nižších soutěžích hrál i za Slovan Galanta, Slovan Hlohovec a ZŤS Martin.

## Ligová bilance
| Ročník                                      | Zápasy | Góly | Minuty | Klub            |
| ------------------------------------------- | ------ | ---- | ------ | --------------- |
| 1. československá fotbalová liga 1976/77    | 4      | 0    | -      | Jednota Trenčín |
| 1. československá fotbalová liga 1977/78    | 6      | 0    | 404    | Jednota Trenčín |
| 1. československá fotbalová liga 1981/82    | 30     | 3    | 2700   | Plastika Nitra  |
| 1. československá fotbalová liga 1982/83    | 27     | 3    | 2416   | Plastika Nitra  |
| 1. československá fotbalová liga 1983/84    | 26     | 0    | 2120   | Plastika Nitra  |
| 1. slovenská národní fotbalová liga 1984/85 | 25     | 0    | -      | Plastika Nitra  |
| 1. slovenská národní fotbalová liga 1985/86 | 28     | 4    | -      | Plastika Nitra  |
| 1. československá fotbalová liga 1986/87    | 29     | 1    | 2610   | Plastika Nitra  |
| 1. československá fotbalová liga 1987/88    | 28     | 2    | 2459   | Plastika Nitra  |
| 1. československá fotbalová liga 1988/89    | 25     | 1    | 2250   | Plastika Nitra  |
| CELKEM                                      | 175    | 10   | 14959  |                 |

## Trenérská kariéra
Byl asistentem Mikuláše Komanického v FC Nitra.